# Charaideo
Charaideo of Che-Rai-Doi (Letterlijk: de glanzende stad op de heuvels in Ahom taal) is een historische stad gelegen in het district Charaideo in de deelstaat Assam van India. Charaideo werd gesticht door de eerste Ahom koning Chao Lung Siu-Ka-Pha in het jaar 1253 als de eerste hoofdstad van het koninkrijk Ahom. Hoewel de hoofdstad in de loop van 600 jaar Ahom heerschappij naar verschillende steden werd verplaatst, bleef Charaideo het symbolische centrum van de Ahom macht in Assam. Het is nu beroemd om zijn enorme verzameling moidams (tumuli), de grafheuvels van de heersende Ahom koningen en hoge leden van hun hofhouding.
De historische site ligt ongeveer 20 km ten zuidwesten van de stad Sonari; hoofdstad van het district Charaideo en 30 km ten oosten van de stad Sivasagar, hoofdstad van het district Sivasagar.